# Medaille für Mannhaftigkeit und Treue

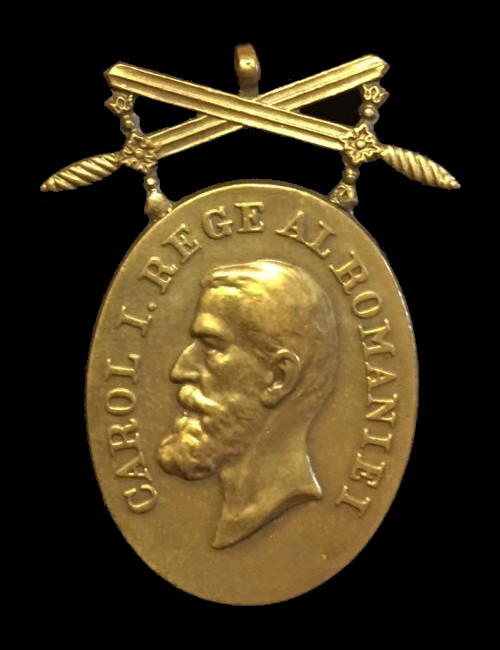
Medaille für Mannhaftigkeit und Treue mit Schwertern in Gold

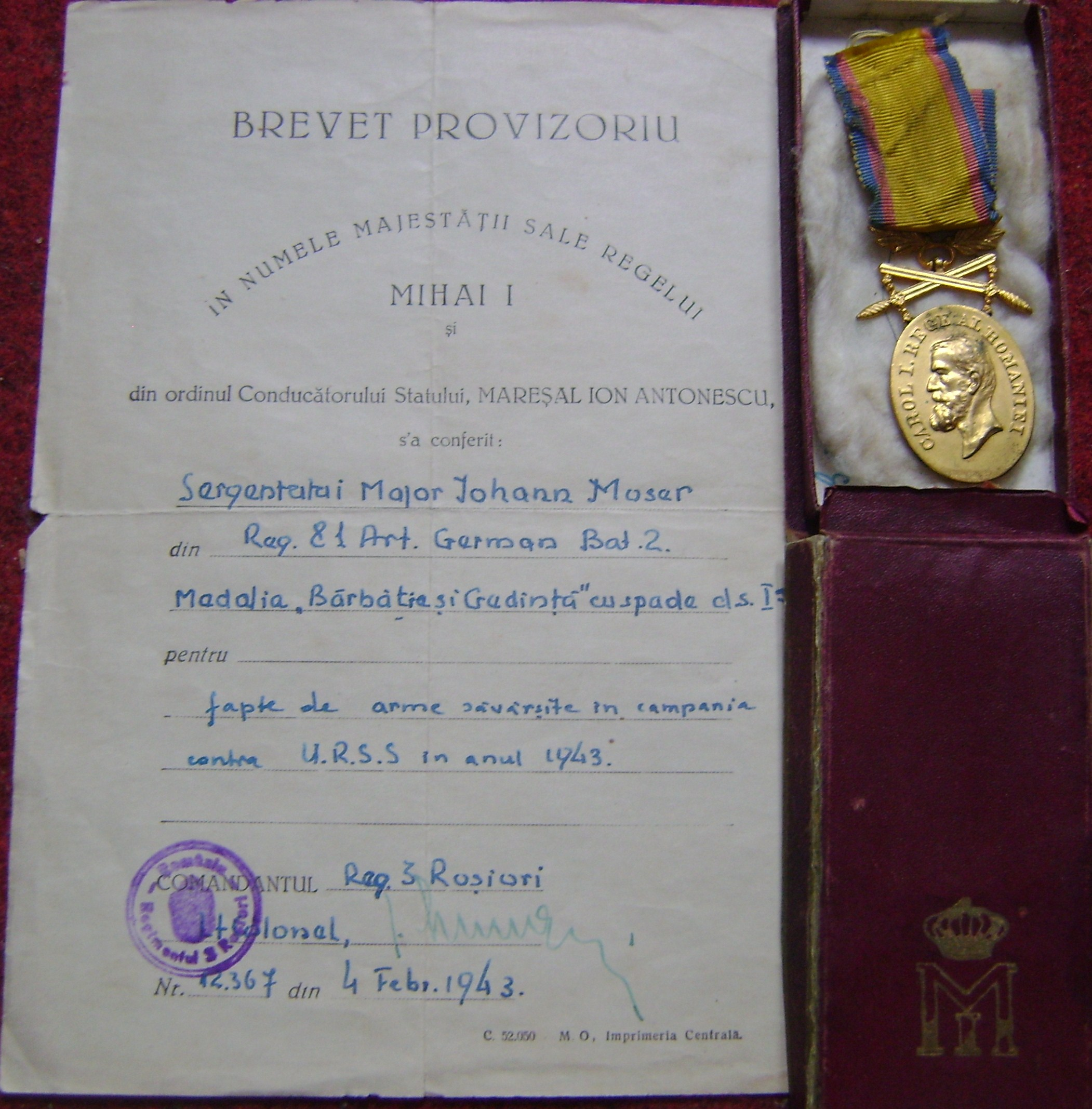
Medaille für Mannhaftigkeit und Treue 1. Klasse mit Schwertern und Verleihungsurkunde, verliehen am 4. Februar 1943 an einen Soldaten der deutschen Wehrmacht

Die Medaille für Mannhaftigkeit und Treue (rumänisch Bărbăţie şi Credinţă) wurde am 3. November 1903 durch Zar Carol I. von Rumänien zunächst als Polizei-Abzeichen gestiftet. Bereits am 14. Oktober 1904 wurde aus dem Abzeichen ein Ehrenzeichen, dass zur Auszeichnung im Dienste der Polizei, bei der Aufrechterhaltung der öffentlichen Sicherheit sowie der Verfolgung der Kriminalität zur Verleihung kam. Während des Balkankrieges erfolgte erstmals eine Verleihung an Soldaten und somit galt die Medaille ab diesem Zeitpunkt als allgemeine Auszeichnung für untere Militär-, Polizei- und sonstige Angehörige der bewaffneten Organe des Landes.

## Stufen
- I. Klasse
- II. Klasse
- III. Klasse

Für Verdienste im Kriege wurden am 25. Dezember 1916 die Schwerter eingeführt.

## Aussehen
Die Auszeichnung ist eine aus Bronze gefertigte hochovale Medaille. In der I. Klasse ist sie vergoldet, die II. Klasse ist versilbert. Sie zeigt das nach recht  blickende Brustbild des Stifters mit der Umschrift CAROL I. REGE AL ROMANIEI (Carol I. König von Rumänien). Im Revers die dreizeilige Inschrift Bărbăţie şi Credinţă (Männlichkeit und Treue), die links unten von einem Lorbeerzweig eingerahmt und an dessen Ende wiederum ein Band geknotet ist.
Bei einer Verleihung für militärische Verdienste wurde das Ehrenzeichen mit zwei gekreuzten Schwertern zwischen Medaille und Tragering versehen.

## Trageweise
Getragen wurde die Auszeichnung an einem gelben Band mit einem roten Seiten- sowie einem blauen Randstreifen auf der linken Brustseite.

## Sonstiges
Während des Ersten Weltkriegs kam die Auszeichnung nach dem Eintritt Rumäniens auf der Seite der Entente häufig zur Verleihung. Im Zweiten Weltkrieg erhielten Angehörige der deutschen Wehrmacht die Auszeichnung in größerer Zahl.